# Gregori Royo Bello
Gregori Royo Bello   (Montalbán, 1963) és un escriptor i professor de secundària aragonés que residix al municipi valencià d'Oliva.
Ensenya a l’institut de secundària IES Vall de la Safor de Vilallonga i està especialitzat en les assignatures de grec clàssic i llatí. Va engegar la seua carrera publicant novel·la negra. També va traduir L'Odissea d'Homer al valencià a través de l'editorial Riublanc el 2017. Ha col·laborat als diaris La Opinión de Murcia i Levante-EMV, en el qual tenia una columna setmanal de crítica de cinema i teatre.
El 2019, va ser el vencedor del XXIII Certamen de Poesia Marc Granell de la Vila d'Almussafes amb el recull de poemes Quadern de la Vall, publicat per Edicions 96. El 2020, va obtenir el Premi Vila-real per la novel·la Greal de Sang. El 2022, va guanyar el Premi Literari Teodor Llorente de la Pobla de Vallbona amb el poemari Visat al cor de la bèstia, posteriorment editat per l'Editorial Vincle. També va rebre el XVI Premi de Teatre de la Carrova d'Amposta per l’obra dramàtica Última nit al Beagle.